# Moonflower
Moonflower — музичний альбом гурту Santana. Виданий у жовтні 1977 року лейблом CBS. Загальна тривалість композицій становить 86:50. Альбом відносять до напрямку рок.

## Список пісень

### Сторона перша
1. Dawn/Go Within" — 2:44
2. «Carnaval» — 2:17
3. «Let the Children Play» — 2:37
4. «Jugando» — 2:09
5. «I'll Be Waiting» — 5:20
6. «Zulu» — 3:25
7. «Bahia» — 1:37
8. «Black Magic Woman/Gypsy Queen» — 6:32
9. "Dance Sister Dance " — 7:45
10. «Europa» — 6:07

### Сторона друга
1. «She's Not There» — 4:09
2. "Flor d'Luna " — 5:01
3. «Soul Sacrifice/Head, Hands & Feet» — 14:01
4. «El Morocco» — 5:05
5. «Transcendance» — 5:13
6. «Savor/Toussaint L'Overture» — 12:56
7. «Black Magic Woman/Gypsy Queen» — 2:37
8. «I'll Be Waiting» — 3:12
9. «She's Not There» — 3:19